# 劉守成 (清朝)
刘守成，清朝人，是一名清朝政治人物。
刘守成曾接替龙灿岷任上海县知县一职，1759年由卢师武接任。